# Kanion (skała)

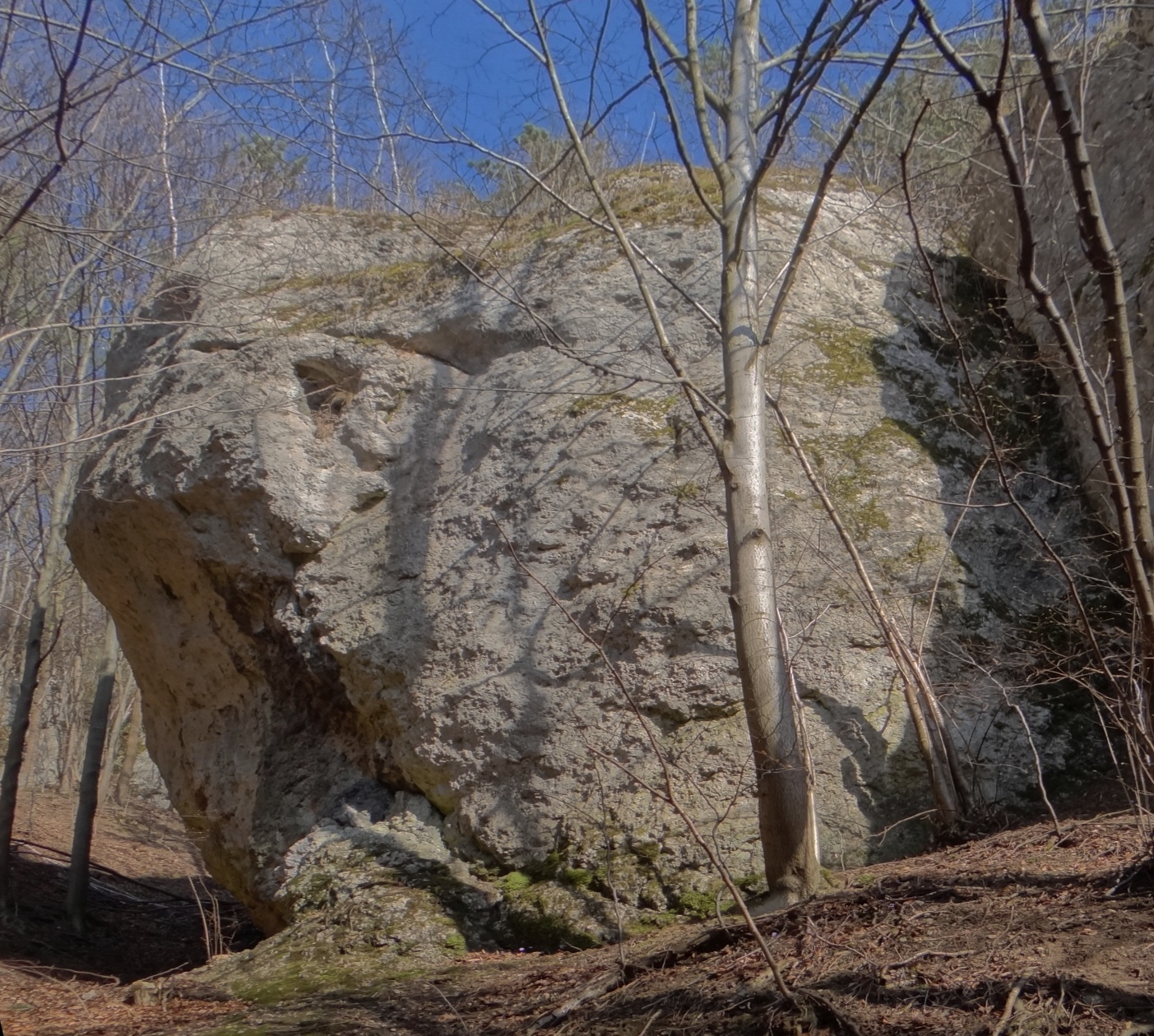

Kanion – skała w lewych zboczach Doliny Brzoskwinki w miejscowości Chrosna w województwie małopolskim, w powiecie krakowskim, w gminie Liszki. Pod względem geograficznym znajduje się na Garbie Tenczyńskim (część Wyżyny Krakowsko-Częstochowskiej) w obrębie Tenczyńskiego Parku Krajobrazowego.
Kanion to skała tuż po lewej stronie Kazalnicy i jest najdalej na północ wysuniętą skałą wspinaczkową w lewych zboczach Doliny Brzoskwinki. Obydwie skały znajdują się wśród drzew u podnóża zbocza na terenie prywatnym. Wspinaczka na nich wymaga zgody właściciela. Pomiędzy Kazalnicą i Kanionem w górę zbocza ciągną się dwa skalne mury. Odległość między nimi jest niewielka, wskutek czego tworzą one kanion. Skała Kanion ma wysokość 15–20 m i pionowe lub przewieszone ściany.  Są na niej 3 drogi wspinaczkowe, w tym jeden projekt. Mają trudność od V do VI.5 w skali Kurtyki i długość do 20 m. Mają zamontowaną punkty asekuracyjne w postaci ringów (r), spitów i ring zjazdowy (rz).

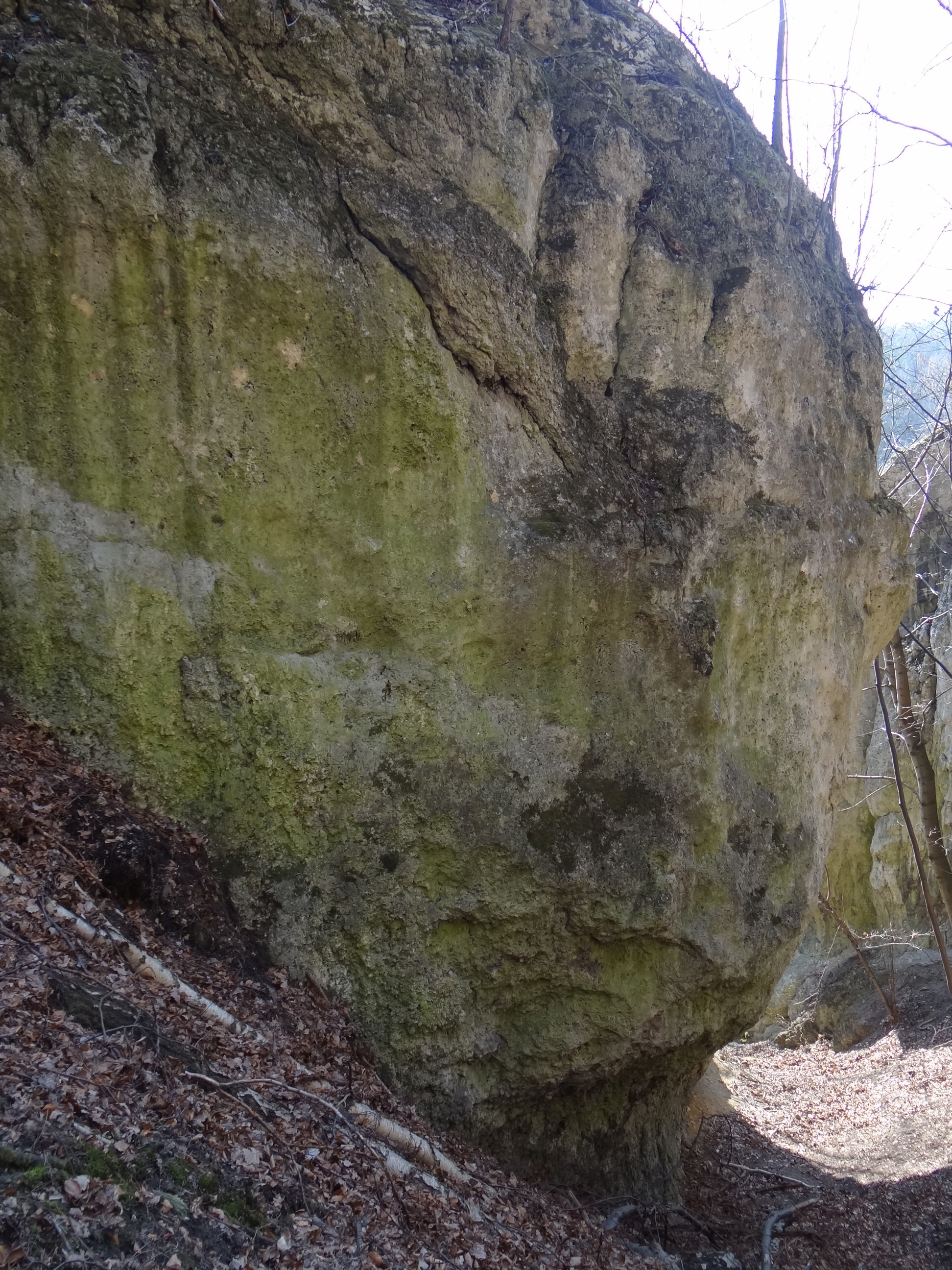

## Drogi wspinaczkowe
1. Kogel mogel jazz; 5r + rz, 20 m
2. Projekt; 2r + 2s, 20 m
3. Jajco; rz, VI.3+, 18 m[3].